# Perkins (Maine)
Perkins ist eine Unorganized Territory im Sagadahoc County des Bundesstaates Maine in den Vereinigten Staaten. Das Gebiet mit einer Fläche von 9,7 km² ist unbewohnt.

## Geographie
Nach dem United States Census Bureau hat Perkins eine Gesamtfläche von 9,7 km², von der 5,8 km² Land sind und 3,9 km² aus Gewässern bestehen.

### Geographische Lage
Perkins liegt im Nordosten des Sagadahoc Countys auf der Insel Swan Island im Kennebec River, kurz vor dessen Mündung in den Atlantischen Ozean. Auf die Insel gelangt man nur mit einem Boot. Auf der Insel befinden sich mehrere Seen, wie der Big Pond und der Wade Pond.

### Nachbargemeinden
Alle Entfernungen sind als Luftlinien zwischen den offiziellen Koordinaten der Orte aus der Volkszählung 2010 angegeben.
- Nordwesten: Richmond, 6,5 km
- Osten: Dresden, Lincoln County, 5,6 km
- Südosten: Woolwich, 11,8 km
- Südwesten: Bowdoinham, 6,3 km

## Geschichte
Swan Island war Siedlungsgebiet der Kennebec und als die ersten Europäer die Gegend erreichten, lebte ein Volk unter dem Sachem Sebenoa auf der Insel und dem umgebenden Gebiet. Sie wurden in einem militärischen Konflikt durch diese im Jahr 1692 gewaltsam vertrieben. Die Besiedlung durch europäische Einwanderer des Gebietes zu dem auch Swan Island im Kennebec River gehört, begann Mitte des 18. Jahrhunderts. Am 24. Juni 1847 wurde Perkins als Town organisiert, nachdem Thomas Handasyd Perkins, ein Bewohner der Insel, die Gebühren für die Gründung an den Bundesstaat Maine bezahlte. Zuvor gehörte das Gebiet zur Town Dresden. Im 19. Jahrhundert bildete Perkins eine kleine, jedoch florierende Gemeinde und lebte vom Schiffbau und dem Handel. Bei der Volkszählung im Jahr 1900 lebten 61 Bewohner in Perkins. Mit dem Ende des 19. Jahrhunderts verlor Perkins viele der Einwohner an andere Gemeinden, zusätzlich führten der Zweite Weltkrieg und die Wirtschaftskrise zu weiterem Bewohnerschwund. Die Volkszählung im Jahr 1920 führte nur noch 20 Bewohner auf und in den 1940er Jahren lebte nur noch eine Familie in Perkins.
Die Organisation als Town wurde im Jahr 1917 aufgehoben und endete am 1. März 1918. Als Perkins Township wurde das Gebiet direkt durch den Bundesstaat Maine verwaltet. Perkins war ein Teil des Plymouth Claim auch Kennebec Purchase.
Das Gebiet ist heute unbewohnt und wurde als Naturschutzgebiet unter Schutz gestellt. Die Swan Island Wildlife Management Area wird durch das Maine Department of Fisheries & Wildlife verwaltet.
Der Swan Island Historic District wurde 1995 unter der Register-Nr. 95001461 unter Denkmalschutz gestellt und ins National Register of Historic Places aufgenommen.